# Bradina argentata
Bradina argentata là một loài bướm đêm trong họ Crambidae.